# نادر عوض
نادر عوض (عربی: نادر عوض؛ زادهٔ ۵ دسامبر ۱۹۹۴) بازیکن فوتبال اهل عمان است.
از باشگاه‌هایی که در آن بازی کرده‌است می‌توان به باشگاه ورزشی الشحانیه اشاره کرد.
وی همچنین در تیم ملی فوتبال عمان بازی کرده‌است.